# 资源枯竭

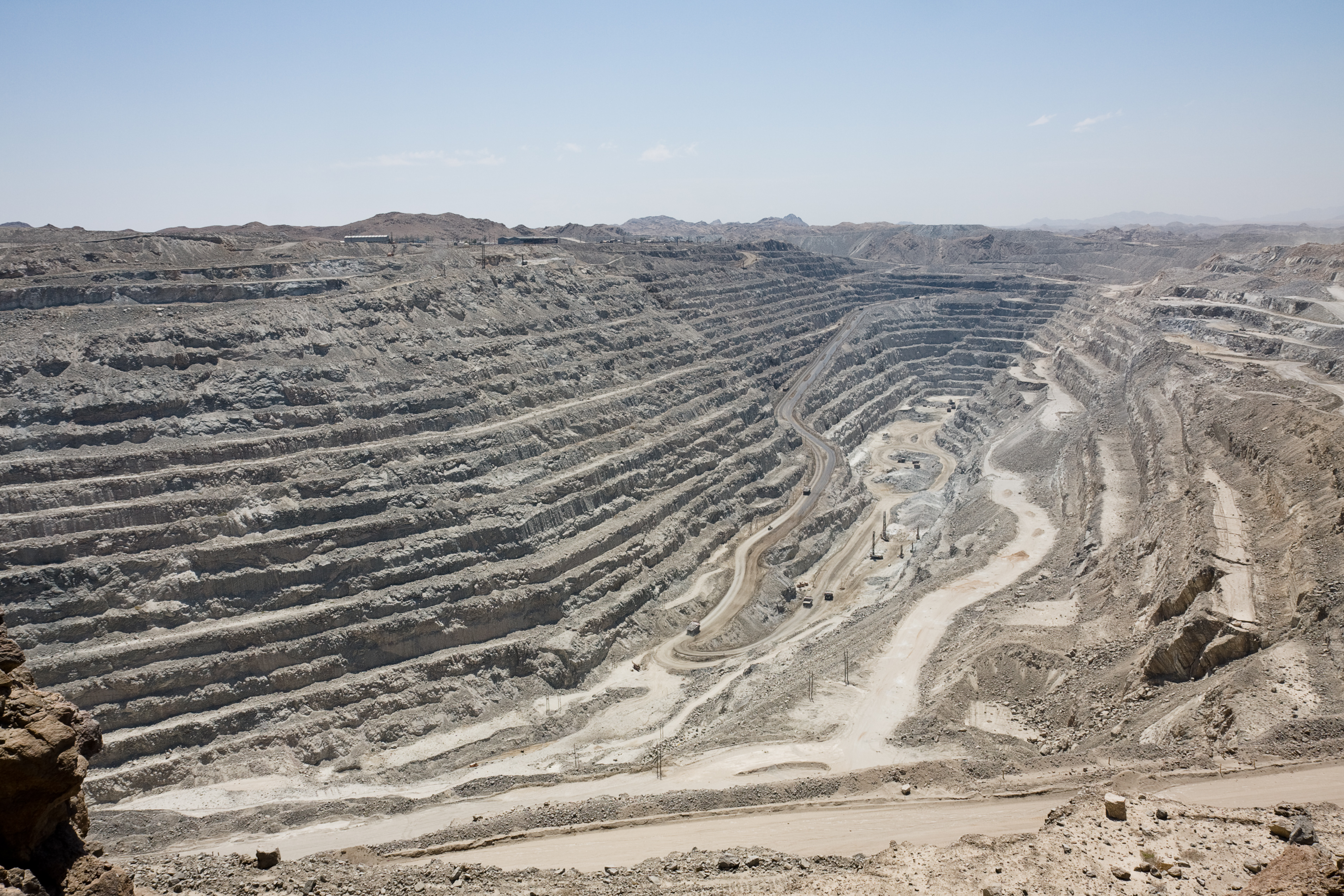
露天矿场

資源枯竭是一個经济学用語，指某一地區的天然資源被耗盡。自然资源通常分為可再生能源和不可再生能源。當某地方的人過度使用或以比其再生速度更快的速度消耗資源，並致使該地區的天然資源耗盡，便是資源枯竭。
資源枯竭通常指的方面是农业、渔业、矿产资源和化石燃料。

## 資源枯竭起因
- 過度消耗或非必要地消耗資源
- 資源分配不平均
- 在開闢農地時實行刀耕火種，很多发展中国家正在使用這種開闢農地方式
- 科技和工業發展
- 侵蝕作用
- 棲息地的破壞生物多樣性不復存在，物種的數量，生態系統的完整和它對人類的贡献亦不會復存在
- 過度灌溉
- 採礦，收集非可再生能源如石油及礦藏
- 過度消耗蓄水層中的地下水
- 於某一個地區內過度砍伐樹林
- 人口過剩或污染資源

## 礦藏
人類的衣、食、住、行和對生活質素的要求，均需倚賴從土地中取出的資源。這些資源中有的是可再生能源，而有的是非可再生能源。USGS於1998年發表的「資源的流動和可持續發展」指出這些資源已經逐漸減少，但同時人類對這些資源的需求欲正在增加中。自1900年起，人類使用建築物料如岩石、沙和碎石的數量正在飆升。而人類對礦藏資源的大規模開採已於1760年，工業革命發生後開始。作為工業革命先驅者英国，其對資源的大規模開採更是空前的。今日的世界经济严重依赖于石油等化石燃料和矿藏。而這些需求仍然在上升，但供應已漸漸枯竭。這致使人類進行更加多對礦藏的鑽探，並尋找更多蘊藏資源的地區。因此，地球上的不少地區的資源已枯竭。另外，開採礦藏會污染環境。美國政府於1976年推行了「清潔空氣法」、「清潔水法」，和「資源保護和復原法」，以平衡對某些礦藏的過度開採。但是，真正能解決資源枯竭的应该是那些采矿公司。